# Aksiom izbora
 Ovo je glavno značenje pojma Aksiom izbora. Za druga značenja pogledajte Aksiom izbora (razdvojba).
Aksiom izbora je aksiom iz teorije skupova.
Imamo I, proizvoljan neprazan skup i vrijedi 
{\displaystyle {A_{i}:i\in I}} neprazna familija u parovima disjunktnih nepraznih skupova. 
U tom slučaju ima skup B takve osobine da je 
{\displaystyle B\cap A_{i}} jednočlan skup za sve {\displaystyle i\in I}. 
Drugim riječima, svakom nepraznom skupu je bar jedna jedna funkcija čiji su argumenti neprazni podskupovi tog skupa, a slike su elementi argumenata.
Taj skup B nazivamo izborni skup za familiju {\displaystyle {A_{i}:i\in I}}
Neke od posljedica aksioma izbora su čudne, kao što je poučak Banach-Tarskog.
Analizom Cantorovih radova nameće se zaključak da skoro svi poučci koje je dobio daju se izvesti iz triju aksioma: aksioma rasprostranjenosti (ekstenzionalnosti), aksioma tj. načela komprehenzije i aksioma izbora.